# Koadjutor
Koadjutor (lat., coadjutor, medhjælper) kaldes i den romerskkatolske kirke den præst, som for en tid er ansat som en sognepræsts medhjælper, eller den prælat, som — sædvanlig på livstid og med løfte om at blive efterfølger — er ansat som en biskops medhjælper.
Titlen har også fundet anvendelse i protestantiske kirkesamfund.
| Religion | Spire Denne religionsartikel er en spire som bør udbygges. Du er velkommen til at hjælpe Wikipedia ved at udvide den. |